# Замбезі (Намібія)
Замбе́зі (англ. Zambezi Region), до 8 серпня 2013 — Капріві (англ. Caprivi Region) — одна з 14 адміністративних областей Намібії. Розташовується в східній частині смуги Капріві, від якої і отримала свою назву. Площа — 14 528 км². Населення — 90 596 осіб (2011). Адміністративний центр — місто Катіма-Муліло.

## Історія
Передача ділянки території, яка дає доступ з німецького протекторату в Південно-Західній Африці до річки Замбезі і одночасно обмежує експансію Британської Південно-Африканської Компанії Сесіля Родса на територію португальської Анголи, була передбачена зімбабвійським договором, але фактичне включення «смуги Капріві» відбулося тільки в 1891 році. «Район Замбезі» отримав свою назву від прізвища фон Капріві, колишнього канцлера Німецької імперії в 1889—1895 роках.
Виділення «смуги Капріві» призвело до розриву етнічної території народу лозі (Баротсе), велика частина якого залишилася в Баротселенді, що став з 1885 року протекторатом Великої Британії і пізніше включений до складу британського протекторату Північна Родезія. При наданні незалежності Республіці Замбія представники народу лозі неодноразово виступали з вимогами передачі східної частині «смуги Капріві» до складу Замбії, але уряд ПАР відмовилося розглядати цю пропозицію.
В 1968 році уряд ПАР в рамках політики апартеїду створив в Південно-Західній Африці 11 етнічних «батьківщин» — хоумлендів. При цьому західна частина «смуги Капріві» була включена до складу хоумленда Каванголенд, а східна склала хоумленд Східний Капріві.
В 1977 році хоумленд Східний Капріві отримав внутрішнє самоврядування як «Держава Капріві», були створені законодавчі збори і уряд, затвердженні герб і прапор.
Прапором Держави Капріві було полотнище з чотирьох рівних по ширині смуг — чорної, білої, синьої і зеленої, на білій та синій смугах зображувалися два чорних слона, звернених один до одного з взаємопереплетеними хоботами, піднятими над головою.
Під час проголошення в 1990 році незалежності Республіки Намібії держави Каванго і Капріві були включені до її складу і скасовані разом з їх гербами і прапорами.

## Адміністративний поділ
Область ділиться на 8 виборчих округів:
- Judea Lyaboloma
- Kabbe
- Kabbe South
- Katima Mulilo Rural
- Katima Mulilo Urban
- Kongola
- Linyanti
- Sibbinda

## Галерея

Держава Капріві 1977–1990
Африканський Національний Союз Капріві